# 俠盜人生
《俠盜人生》是一個第三人稱射擊遊戲，於2006年1月17日發行於北美洲，由艾薇嵐奇軟體與Ritual Entertainment、Highway1製作室合作開發，Eidos Interactive發行，遊戲以警匪對戰為主題，同時這個遊戲也發行了PS2、Xbox和PC（Microsoft Windows）等三個版本。
遊戲的場景設定在現代的城市，在遊戲中玩家可以隨著劇情扮演一位警察或是另兩位幫派分子，唯一「警匪類型」的遊戲。遊戲也可以線上遊玩，透過PS2的網路連結器或者透過微軟Xbox的Xbox Live，以及PC版本的在線遊戲，最多能支援16個玩家共同玩樂。此外，遊戲在比賽中會有各式各樣的嘻哈音樂。
遊戲的名稱來自於一個典型的「不確定的無期徒刑」，此為美國定罪時，被告人常不確定其需服刑幾年而得到假釋。遊戲的劇情由《TheSource》的責任編輯P.FrankWilliams編寫，他也是Hip-Hop的愛好者之一，他表示劇情絕對不像一般的警匪片一樣按照普通的路線來發展。

## 遊戲背景
遊戲劇情環繞在一個非裔美國人Freeze、他的朋友Shaun Calderon，以及警務主任Williams。Freeze為了家庭和Shaun一同犯罪以取得錢。
某天晚上Freeze回到家，他的妻子就跟他說如果他繼續混幫派和做非法交易，遲早有一天會把小孩教壞，而Freeze則認為他所做的一切都是為了這個家，雙方因為一言不合大吵一架，經過一番爭吵之後，他答應妻子的要求。隔天，他告訴他的朋友Shaun Calderon他想退出江湖，但Shaun卻給他一把槍，告訴他要退出之前必需完成最後一項工作——毒品交易。
沒想到Freeze一到交易地點卻發現哥倫比亞幫派的買家早就被一旁守株待兔的警探Maria Mendoza射殺身亡，驚覺大事不妙的他趕緊拔腿就跑，經過一番火拼終於成功逃離到安全的地點，他告訴Shaun買家被殺而且錢也不見了。這時Shaun告訴他如果想補償這次損失就必須跟他搶一家銀行，Freeze兩人搶劫一銀行並等到警察到來，槍戰過後卻在準備駕車逃跑之際被Mendoza警探的警棍打昏而被捕入獄，一切的努力也因此功虧一簣。
同時，Mendoza通知主任Williams一個新的罪犯Shaun Calderon，他們在他家的肖恩尋找時於一場槍戰中發現其蹤影。主任Williams為了追蹤其搭上Mendoza的車，從俱樂部追逐Shaun到地鐵站。最後成功逮捕卻反而被Mendoza殺死，Mendoza並告訴Shaun離開美國前往墨西哥。
Shaun前往提華納，並在當地名叫「The Curtains Club」的俱樂部鬥毆。Shaun接著搶劫一家賭場，並安然的離去；之後又前往一名叫Saragosa的富人家，並於閣樓上殺了他。
Freeze之後越獄並在商場得到新的衣服以偽裝，此時警方開始大力搜捕他。Freeze在逃獄過程中找到Mendoza並殺了他，之後又捉到Shaun，接著他說：「我們曾經是最要好的朋友，直到你出賣了我。現在，你只剩下鮮花和葬禮了。」並勒住Shaun的脖子直到他窒息。最後的場景是Freeze告訴Darnell說：「從現在開始，只有你和我要一起挑戰這世界，現在讓我們這樣做。」之後大量的警務人員到達時，Freeze拿起一把槍並指向警察。

## 遊戲玩法

### 單人遊戲
遊戲的場景設定在現代的城市，在遊戲中玩家可以扮演警察或是幫派分子，讓玩家體驗到真實的警察與黑幫分子的生活。
而遊戲最大的特色就是人肉盾牌，不過這個特色只有玩家在扮演匪徒的時候才會有的福利，當玩家遇到警察或是敵人時，可以挾持一名人質來擋住子彈的襲擊，但這種盾牌只能抵擋的手槍數發子彈的威力，其他重火力武器（如：霰彈槍、机枪、步枪、狙擊步槍等）則是不堪一擊。

### 多人遊戲
在多人遊戲裡共有4種遊戲模式，同時也支援16人來參與多人遊戲，每次進入比賽前可以預設武器種類和選定比賽規則

#### 模式
- 戰爭模式（war）：[3]

是標準的死亡競賽模式，也就是警察和匪徒之間的生死交戰，在時限內獲得最高分的隊伍獲勝
- 突襲模式（raid）：[3]

玩家扮演警察進入匪徒的毒品倉庫等基地進行突擊
- 搶劫模式（robbery）：[3]

顧名思義，就是玩家扮演匪徒到處偷竊和搶劫
- 標記模式（tag）：[3]

在這個模式中獲勝的標準有兩個，只要達到其中一個即可獲勝
1. 小隊以亂塗亂畫方式積分，在時限內獲得最高分的隊伍獲勝
2. 小隊率先塗鴉5個標記並殺光敵軍的隊伍者，即使時限未到也可以自動宣判獲勝

#### 比賽規則
- 得分：20～500分，甚至可以設定不限制
- 比賽時間：最長可以設定至20分鐘，而最短可以到一分鐘

### 原聲帶
為了不讓遊戲單調無趣，在遊戲裡頭收錄15首饒舌歌曲，讓玩家可以邊玩遊戲邊聽饒舌歌曲
- 歌曲列表：

1. KRS-ONE - Black Cop
2. 2Pac featuring Nutso - Ghetto Star
3. Gang Starr - Code of the Streets
4. Geto Boys - Yes Yes Ya'll
5. Ghostface Killah featuring Jadakiss - Run
6. Public Enemy - Black Steel in the Hour of Chaos
7. Xzibit - Enemies
8. Jackpot - To the Finish
9. UTP Playas - Nolia Clap
10. Tech N9ne - My Wife My Bitch My Girl
11. Tego Caldron - Circa De Mi Neighborhood
12. Grafh - Bad Company
13. Shade Sheist & N.U.N.E. - You Got
14. Locura Terminal - Prisonero
15. Blaze feat/Esham and ABK - Shot-gun

## 評價
俠盜人生獲得的評價與同樣身為第三人稱射擊遊戲的絕地戰警：邁阿密突襲幾乎模擬兩可，只不過最低分比它高出個10分。
給出80分高分的GameZone認為遊戲中最奇妙的劇情和良好的過頭動畫是他們給出高分的原因。
Gaming Target給60分的原因是雖然遊戲裡有一些有趣的概念和想法，但整體而言過於平凡，沒有任何特別的地方。
GameSpot則是給出56分不及格的評價，其原因是整個遊戲死氣沉沉，等同於“江湖本色的無趣版”。